# Holden Commodore (VN)
El Holden Commodore (VN) es un automóvil de tamaño completo que fue producido por Holden de 1988 a 1991. Fue la primera iteración de la segunda generación de este modelo de fabricación australiana, que anteriormente era un automóvil de tamaño mediano, así como el primer Commodore disponible como cupé utilitario. La nueva gama incluía las variantes de lujo, Holden Berlina (VN) y Holden Calais (VN) y, a partir de 1990, presentó la comercial Holden Utility (VG).

## Historia
La serie VN se lanzó el 17 de agosto de 1988 y era un híbrido rediseñado del Opel Omega y el Opel Senator europeos. Este cuerpo donante estaba emparejado con un motor Buick V6 o con el motor Holden V8. El proyecto costó unos 200 millones de dólares australianos.
Además de basarse en gran medida en el Opel Senator, el VN también se basó de manera similar en el Opel Omega, pero esta vez, el plano anterior del VL Commodore se amplió y estiró. El Commodore ahora podría igualar al Ford Falcon rival en tamaño. El VN Commodore estaba disponible en los niveles de especificación Executive, S, SS, Berlina y Calais, aunque supuestamente se ofreció un modelo SL más básico (código opcional A9K) al gobierno y a los compradores de flotas, ya que no figuraba oficialmente como parte del Commodore. distancia. El VN Commodore también fue galardonado con Wheels Car of the Year por segunda vez en 1988. Por primera vez desde 1984 , Holden volvió a ofrecer un cupé utilitario comercial con el primer VG Utility basado en Commodore vendido a partir de agosto de 1990. Los modelos Holden Statesman y Caprice (VQ), que se introdujeron en marzo de 1990, también estaban basados en VN Commodore, pero compartían una distancia entre ejes más larga con el vagón VN Commodore y Utilidad VG.
Los cambios en los valores relativos del dólar australiano, el yen japonés y el dólar estadounidense hicieron que no fuera práctico continuar con el bien considerado motor Nissan del VL. En cambio, Holden adoptó y fabricó en el país su propia variante del Buick LN3 V6 que fue adoptado de los vehículos GM del mercado estadounidense, aunque inicialmente fue importado. El V8 de 5.0 litros siguió siendo opcional y recibió un aumento de potencia a 165 kW (221 hp). Ambos motores utilizaron GM EFI multipunto y el V6 con 3 paquetes de bobinas para el encendido. Aunque no es conocido por su suavidad o silencio, el V6 fue elogiado por su rendimiento en ese momento. A, 2,0 litros de cuatro cilindros modelo VN Commodore con inyección de combustible se ofreció para algunos mercados de exportación incluyendo Nueva Zelanda y Singapur, que se vende como el Holden Berlina compartiendo un motor con el Opel Vectra A. Junto con los cambios en los motores, la transmisión automática Jatco de cuatro velocidades fue reemplazada por la GM TH700 (también con cuatro velocidades) y la caja de cambios manual Borg-Warner T-5 de cinco velocidades.
Se introdujo un semáforo central de montaje alto (CHMSL) antes del 1 de julio de 1989 debido a las regulaciones en Australia que exigen que se instalen en todos los automóviles de pasajeros fabricados a partir de esta fecha.
En septiembre de 1989 se lanzó la Serie II del VN Commodore con el motor EV6. Algunos de los cambios incluyeron un nuevo colector de escape fundido, un nuevo perfil de la rueda dentada del árbol de levas y la cadena de distribución, una distribución mejorada de aire y combustible a la cámara de combustión, encendido recalibrado y encendido del inyector dentro de la computadora de gestión del motor, cojinetes de biela más anchos y absorción del acelerador revisada. La transmisión automática también se recalibró para adaptarse a las características de par de los nuevos motores. Estas revisiones ayudaron a reducir los niveles iniciales de par al mismo tiempo que mejoraron los niveles de ruido y vibración del motor V6.

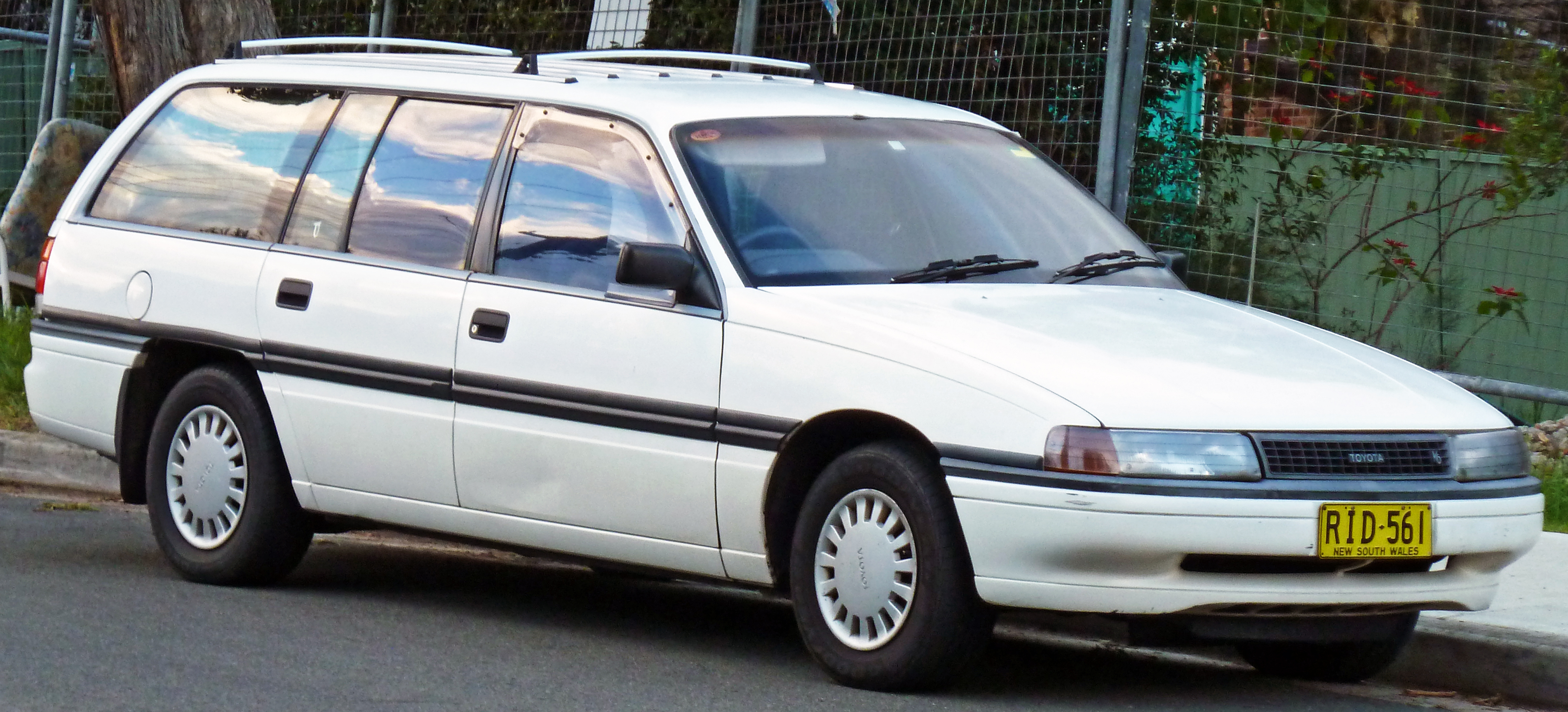
Toyota Lexcen (T1) 1989 GL familiar

Bajo el plan de automóviles Button del gobierno de Hawke, que vio una reducción en la cantidad de modelos fabricados localmente, y la introducción del modelo compartido, el VN Commodore fue rebautizado como Toyota Lexcen, el nombre del difunto diseñador de yates de la Copa América, Ben Lexcen. Posteriormente, el Toyota Corolla y el Camry fueron, de manera similar, identificados como Holden Nova y Holden Apollo.
Se fabricaron un total de 215,180 VN Commodores durante los 3 años de vida útil del modelo, antes de que terminara la producción en agosto de 1991.
Un clon del Commodore llamado Beijing BJ6490 fue producido en China bajo la marca Beijing Travel Vehicle Works solo para 1997. El coche estaba propulsado por un motor de 4 cilindros y 2,2 litros y una versión híbrida, el BJ6490D se mostró en un Salón del Automóvil en 1998 y tenía un precio de 140.000 yuanes (20.180 USD).

### Nueva Zelanda

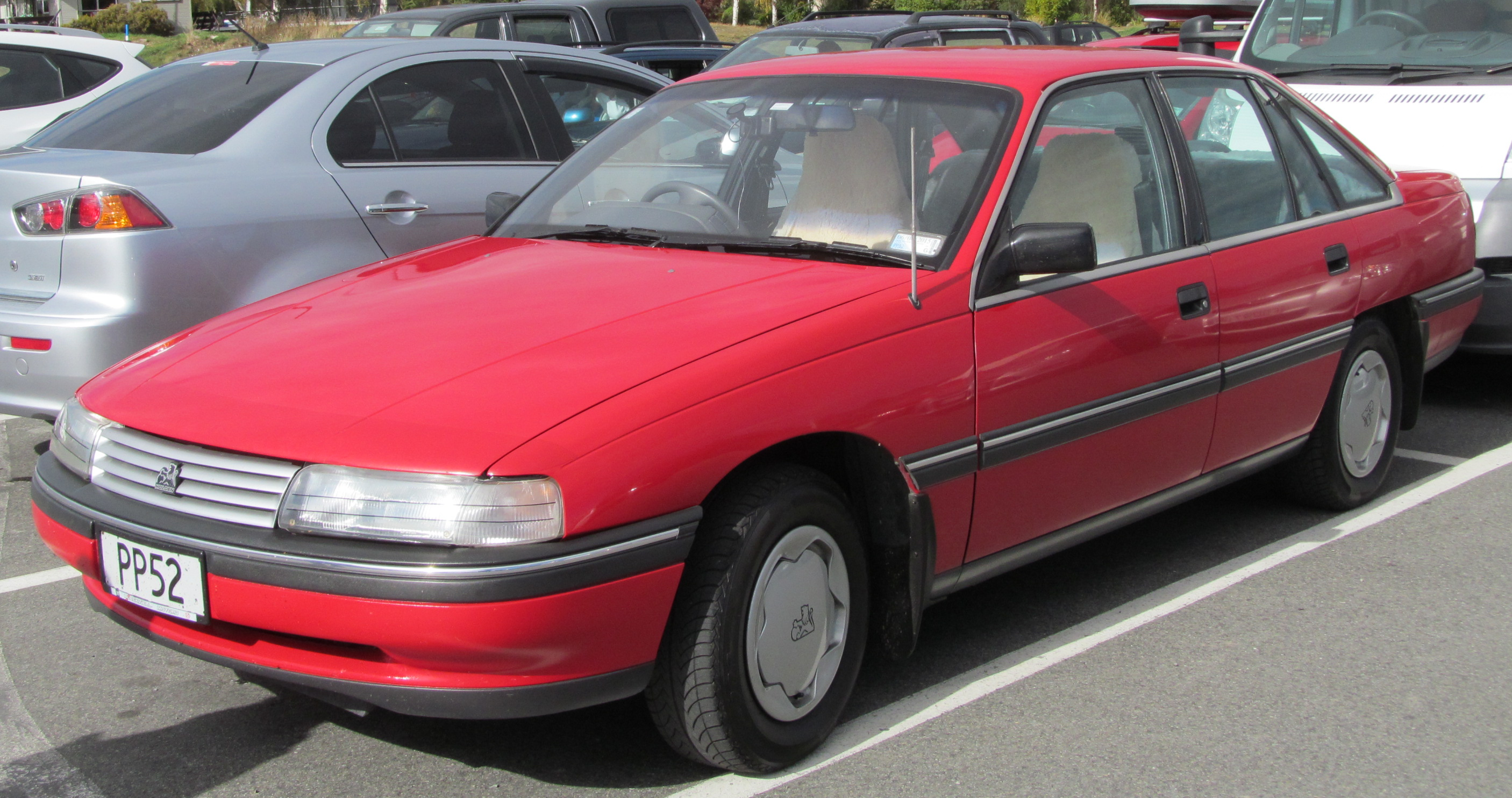
Especificación de Nueva Zelanda Commodore Berlina, insignia de Ejecutivo (1990-1991)

La serie VN se ensambló en Nueva Zelanda entre 1988 y 1990. Durante los primeros meses de producción, se ensambló junto con su predecesor, el VL. Esto se debió a que el VL Commodore era un poco más pequeño y ofrecía un motor Nissan RB20E de seis cilindros en línea de 2.0 L (solo para Nueva Zelanda) o un motor RB30E de seis cilindros en línea de 3.0 L , también de Nissan.

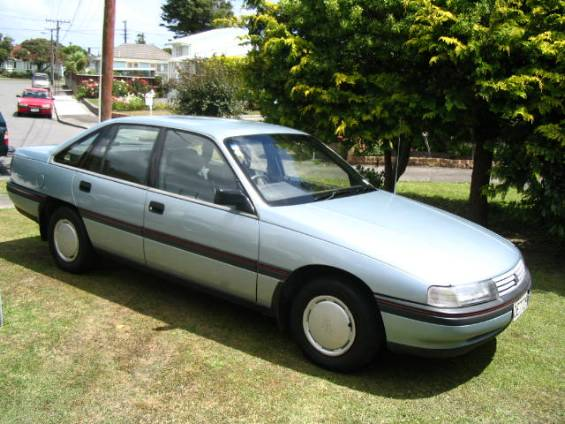
Especificación de Nueva Zelanda Commodore Berlina, insignia de Ejecutivo (1988-1990)

Una situación única del VN Commodore de Nueva Zelanda fueron sus niveles de equipamiento. Mientras que en Australia, Berlina fue de mayor especificación que Executive; en Nueva Zelanda, los papeles se invirtieron. Commodore Executive era la especificación de la Berlina australiana, mientras que Berlina, tenía una especificación similar a los modelos Executive australianos, y utilizaba un motor de cuatro cilindros Family II 20SE de 2.0 litros.
El modelo Berlina de cuatro cilindros era un automóvil único para Nueva Zelanda (así como para algunos otros mercados de exportación) y no estaba disponible para Australia. El Berlina de cuatro cilindros se desarrolló en Australia principalmente para el mercado de Nueva Zelanda, estaba equipado con un motor de 2.0 L con inyección de combustible sin servicio (sintonizado para funcionar con combustible de 96 octanos), esencialmente el del Opel Vectra A montado de norte a sur. conduciendo las ruedas traseras. La Berlina estaba disponible en carrocerías sedán y familiar.
Los modelos Calais también se ofrecieron a Nueva Zelanda, principalmente en forma de V6. De hecho, debido a un pedido cancelado en Singapur, se vendieron veinte modelos VN Calais totalmente equipados en Nueva Zelanda, utilizando el motor de cuatro cilindros de la Berlina. Además, se cree que existen algunos vagones VN Calais en Nueva Zelanda.
Un modelo deportivo autóctono, el Commodore GTS, también se ofreció al mercado de Nueva Zelanda durante 1990. Basado en los modelos ejecutivos de Nueva Zelanda, el GTS presentaba un motor V6 de 3.8 L, transmisión manual o automática, kit de carrocería (similar al del VN). Commodore SS), aleaciones y suspensión FE2. Era una construcción limitada, disponible en blanco o azul oscuro.
El VN fue el último Commodore ensamblado en Nueva Zelanda, después de que General Motors New Zealand cerrara su planta en Trentham a finales de 1990. El último modelo ensamblado localmente fue un Commodore V6 de 3.8 litros, que salió de las líneas de ensamblaje en 21 de noviembre de ese año. A partir de entonces, los coches Holden vendidos en Nueva Zelanda procedían de Australia, desde donde podían importarse libres de derechos en virtud del acuerdo de relaciones económicas más estrechas.

## Modelos

### Commodore Executive

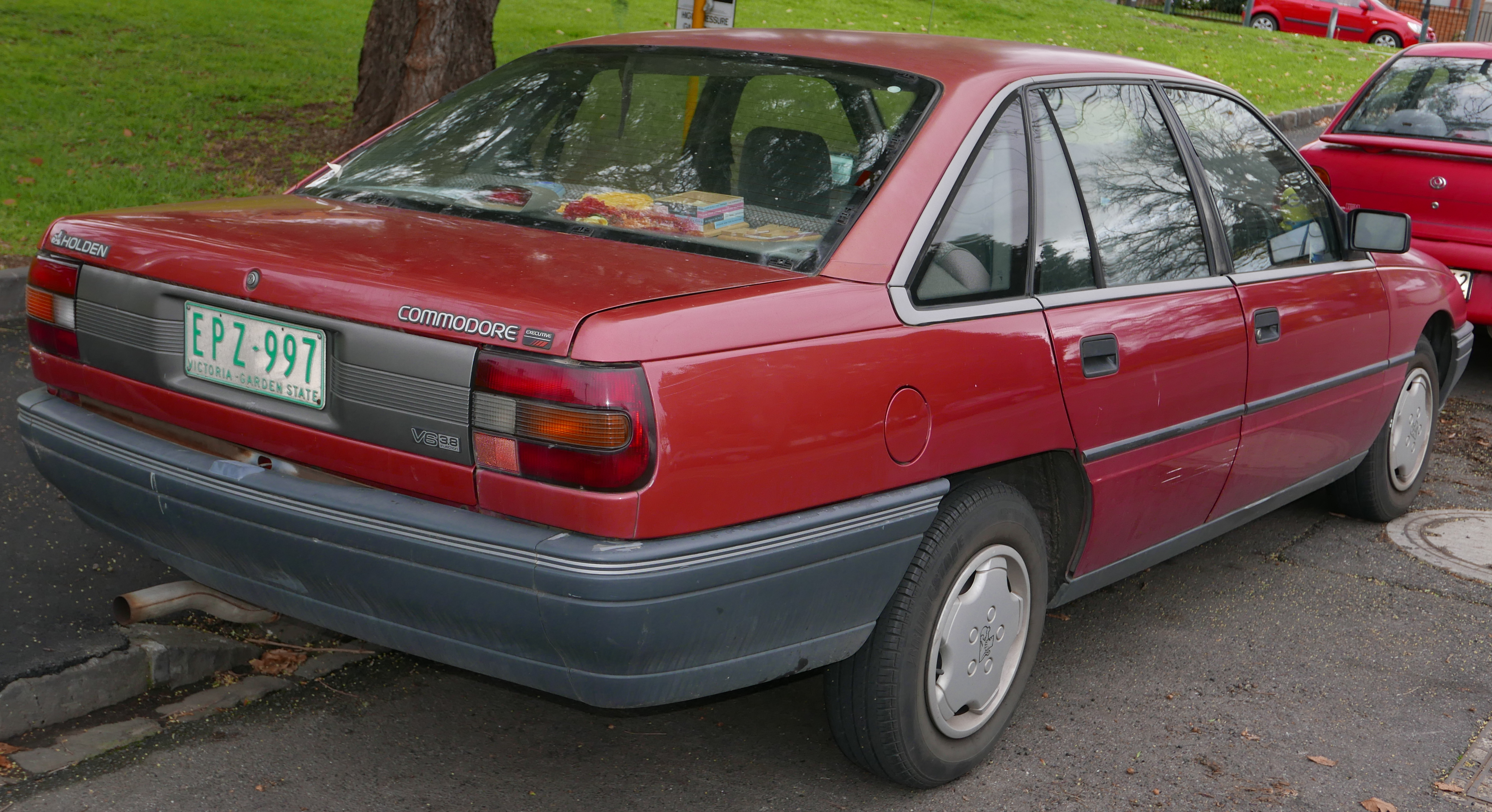
1990-1991 sedán ejecutivo Holden Commodore

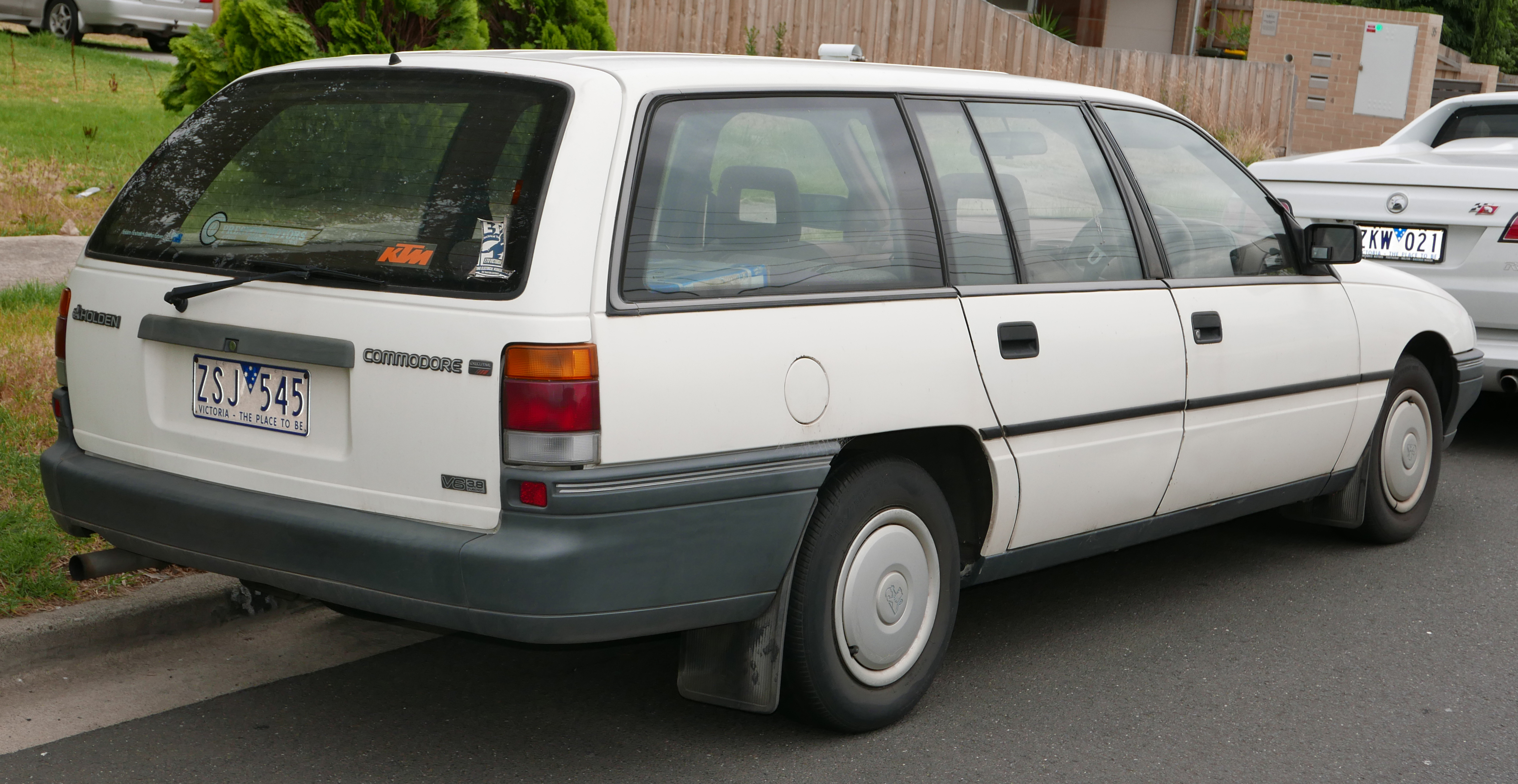
1988-1990 Holden Commodore Executive familiar

El Commodore Executive era el modelo base de la gama VN Commodore y tenía un precio de 20.014 dólares australianos cuando era nuevo. Sus características estándar incluyen:
- Motor V6 de 3.8 litros y 125 kW (168 hp)
- Transmisión manual de 5 velocidades
- Dirección asistida
- Frenos de disco asistidos eléctricamente en las cuatro ruedas
- Llantas de acero de 14 pulgadas

Opcionales incluidos:
- Motor V8 de 5.0 L 165 kW (221 hp)
- Transmisión automática de 4 velocidades o
- Transmisión manual de 5 velocidades
- Aire acondicionado
- Control de crucero
- Bodykit Fórmula Holden
- Llantas de aleación de 15 pulgadas

### Commodore S

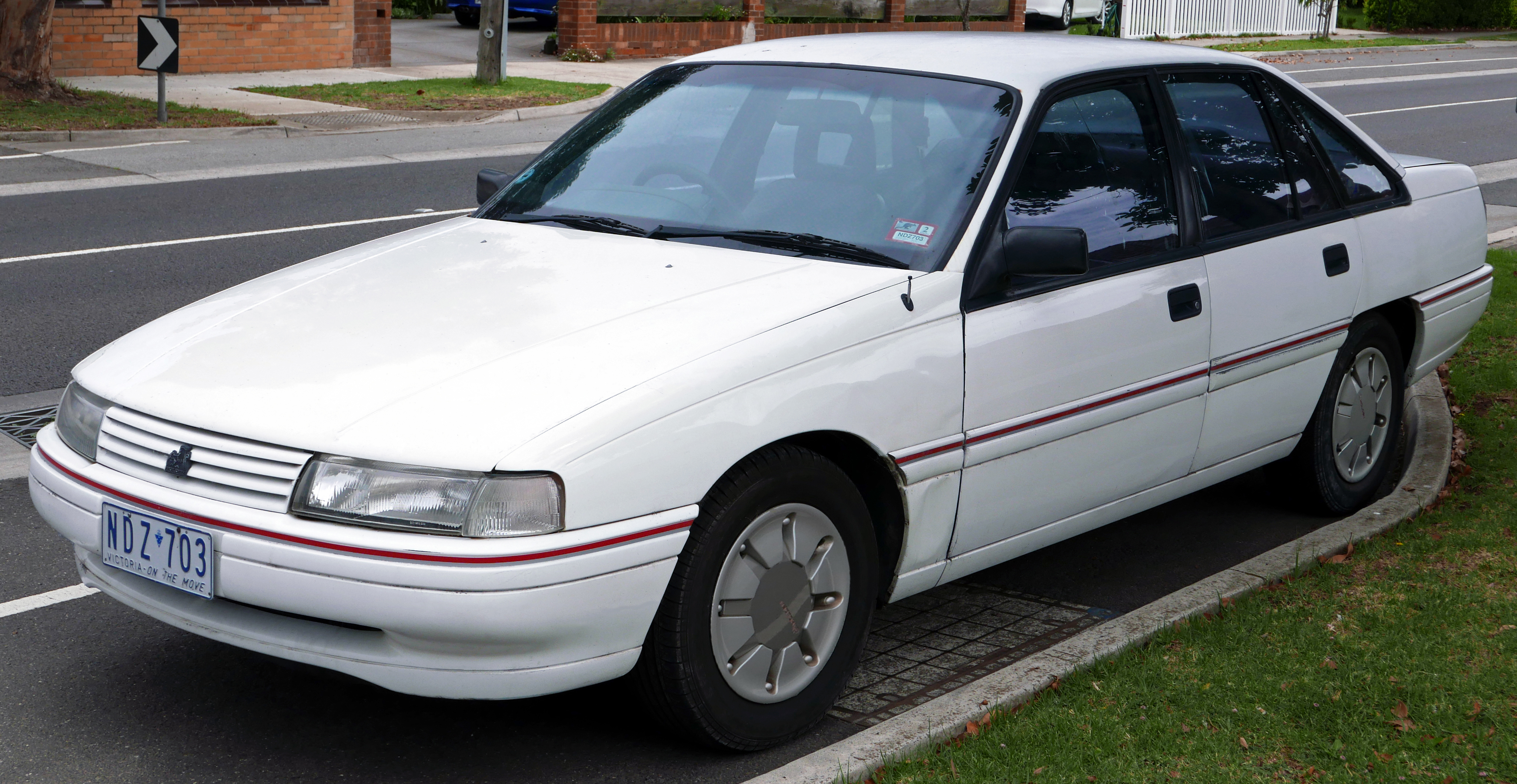
Sedán Holden Commodore S

El Commodore S era la variante deportiva de entrada de la gama VN Commodore y tenía un precio de A $ 21,665 cuando era nuevo. Entre sus funciones (además de las del Ejecutivo o en sustitución de las mismas) se encuentran las siguientes:
- Bodykit básico
- Interior con adornos deportivos
- Insignias deportivas y rayas exteriores
- Suspensión FE2

Opcionales incluidos:
- Aire acondicionado
- Control de crucero
- Bodykit Fórmula Holden
- Power Pack opcional que incorporó:
  - Elevalunas eléctricos delanteros y traseros
  - Antena de potencia
  - Espejos eléctricos
- Llantas de aleación de 15 pulgadas (generalmente codificadas por colores)
- Pintura metálica

### Commodore SS

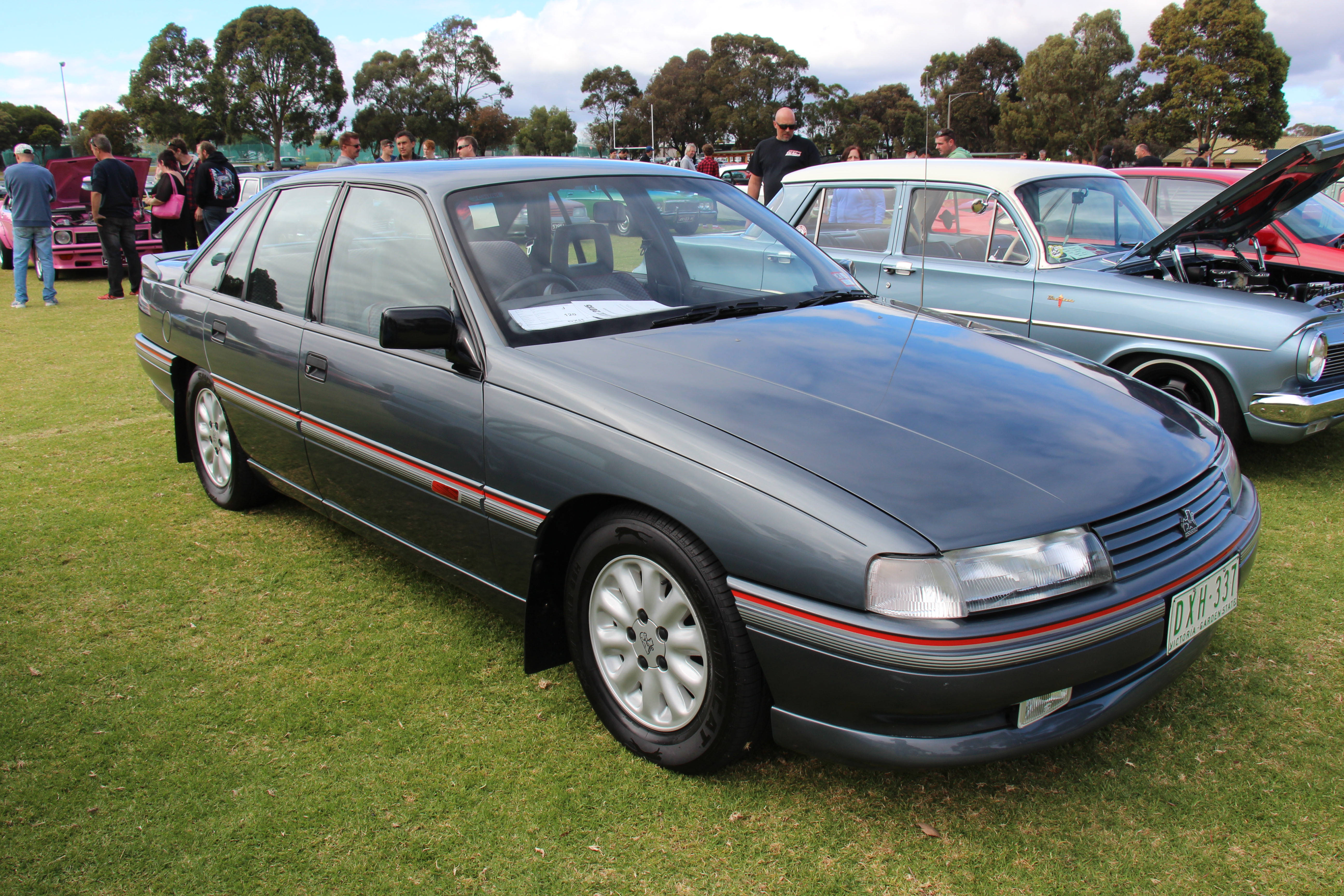
Sedán Holden Commodore SS

El Commodore SS se lanzó en marzo de 1989 y era el modelo deportivo de gama alta de la gama VN Commodore y tenía un precio de 25 375 dólares australianos cuando era nuevo. Entre sus características (además de las del modelo S o en sustitución de las mismas) se incluyen:
- Motor V8 de 5.0 litros y 165 kW (221 hp)
- Diferencial de deslizamiento limitado
- Transmisión manual TH700 automática o T5
- Luces de conducción
- Tren de rodaje deportivo FE2
- Kit de carrocería que incluye borde del parachoques delantero y trasero, faldones laterales, alerón del borde del maletero
- Calcomanías SS y rayas
- Tejidos interiores SS que incorporan un diseño a cuadros gris / rojo
- Llantas de aleación SS únicas

Opcionales incluidos:
- Aire acondicionado
- Bodykit Fórmula Holden
- Power Pack que incorporó:
  - Elevalunas eléctricos delanteros y traseros
  - Antena de poder
  - Espejos eléctricos
  - Control de crucero (solo automático)

Colores disponibles:
- Atlas gris
- Phoenix rojo
- Blanco alpino (disponible más adelante en la vida útil de VN).

### Berlina

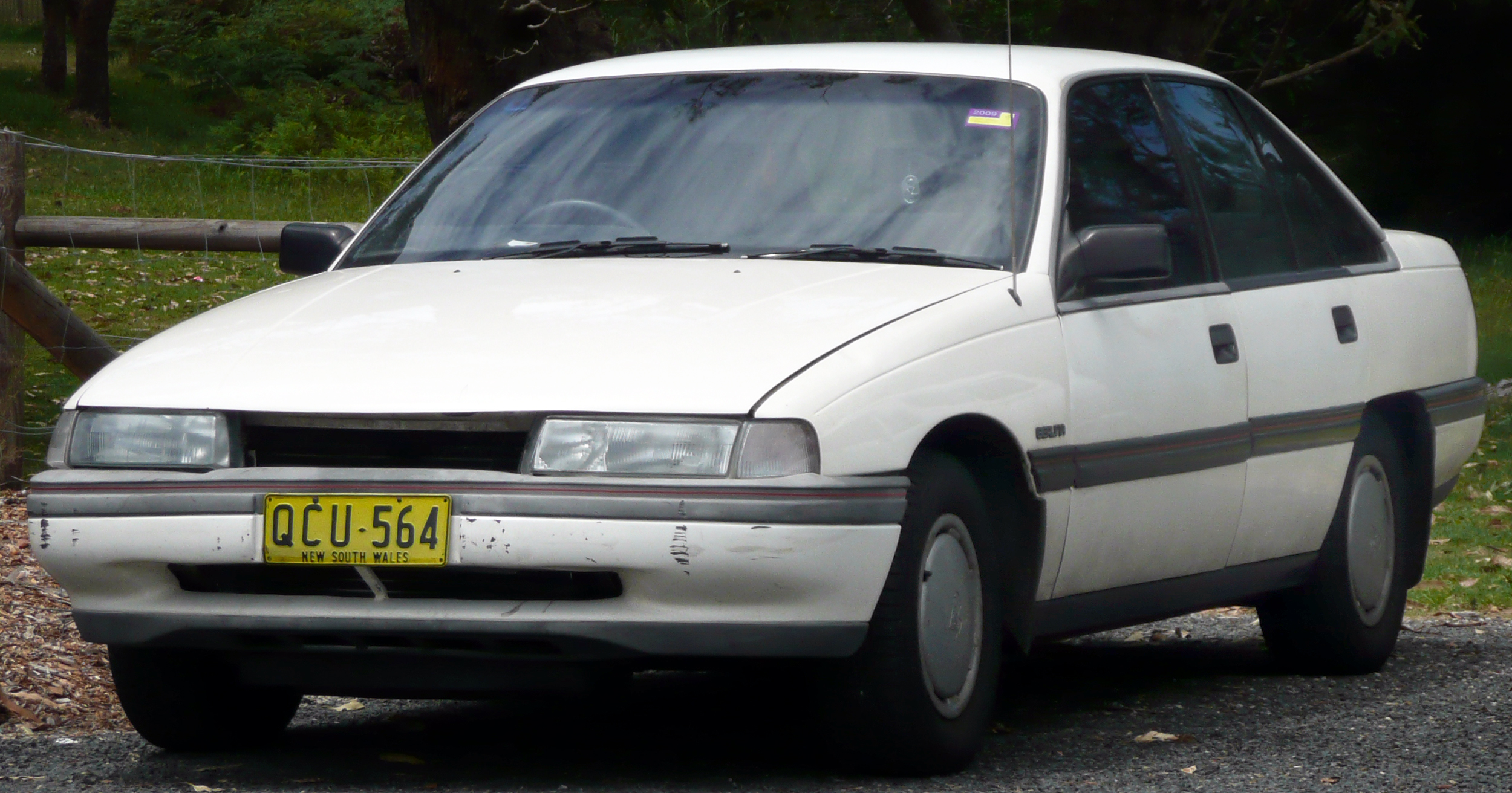
Sedán Holden Berlina 1988-1990

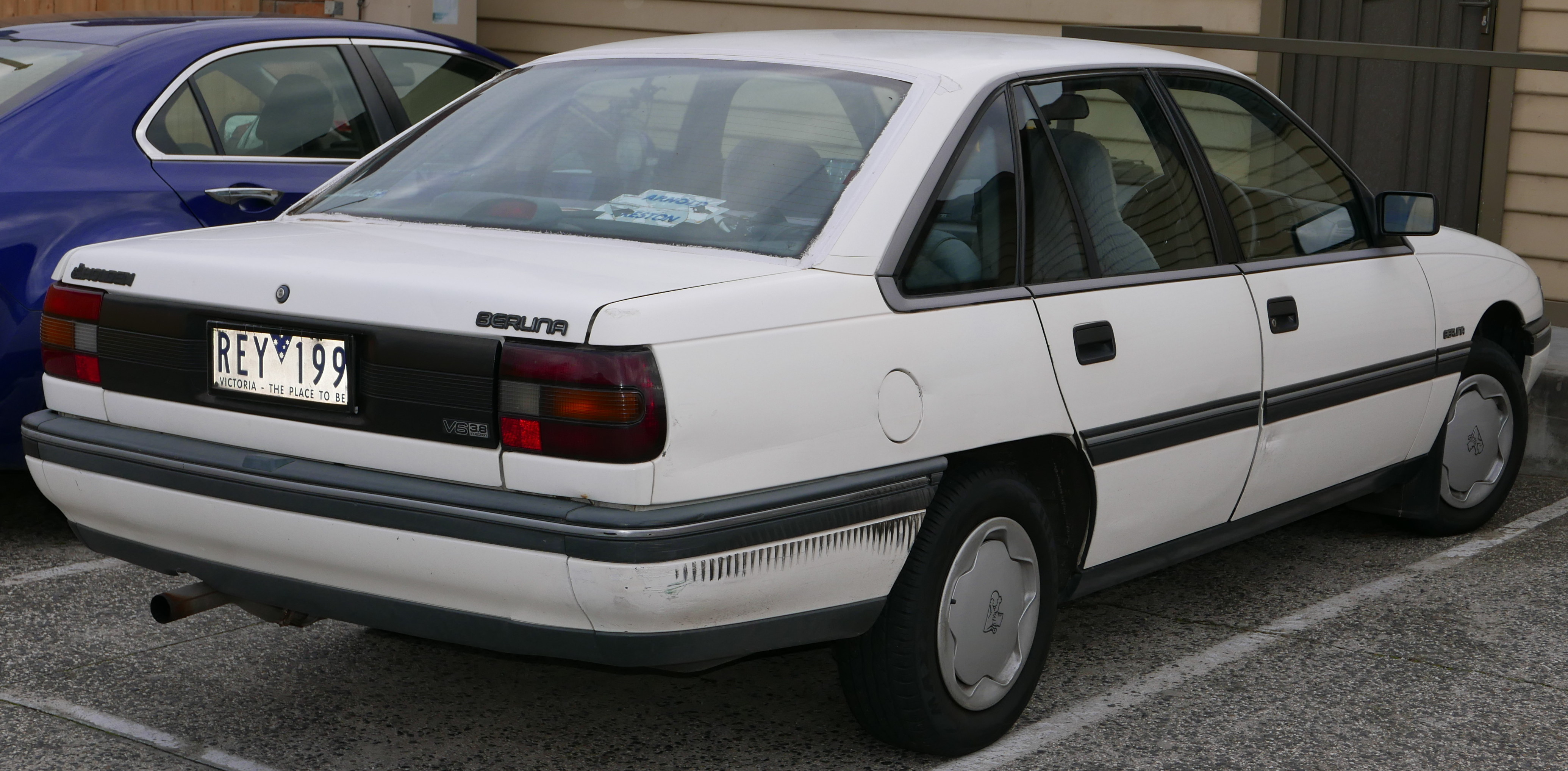
Sedán Holden Berlina 1990-1991

La Berlina era la versión de lujo de entrada de la gama VN Commodore y tenía un precio de 24.781 dólares australianos cuando era nueva. Entre sus características (además de las del Ejecutivo o en sustitución de las mismas) se encuentran las siguientes:
- Transmisión automática de 4 velocidades
- Aire acondicionado

Opcionales incluidos:
- Motor V8 de 5.0 litros y 165 kW (221 hp)
- Transmisión manual de 5 velocidades
- Control de crucero
- Bodykit Fórmula Holden
- Power Pack que incorporó:
  - Elevalunas eléctricos delanteros y traseros
  - Antena de poder
  - Espejos eléctricos
- Llantas de aleación de 15 pulgadas

### Calais

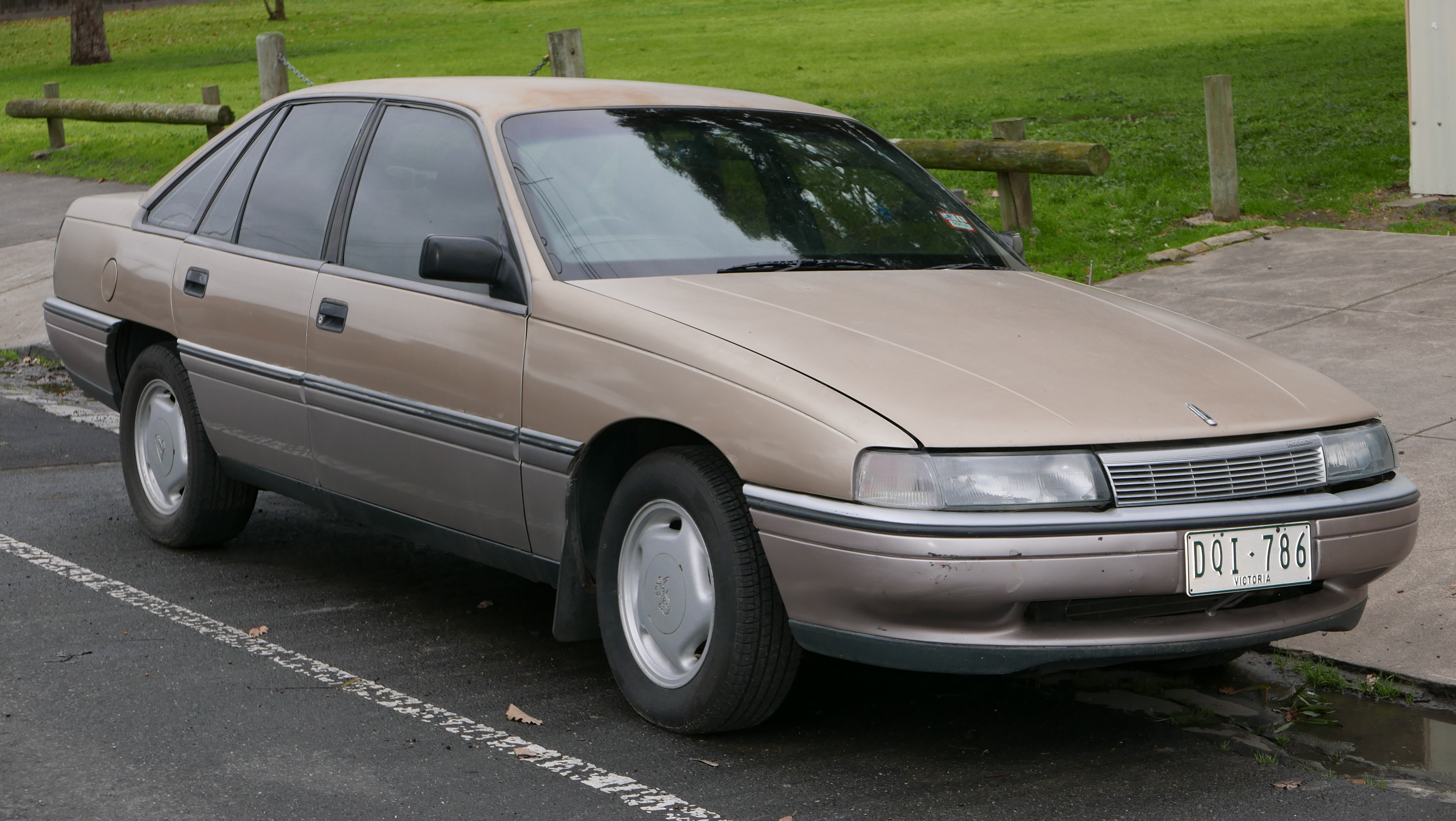
Sedán Holden Calais

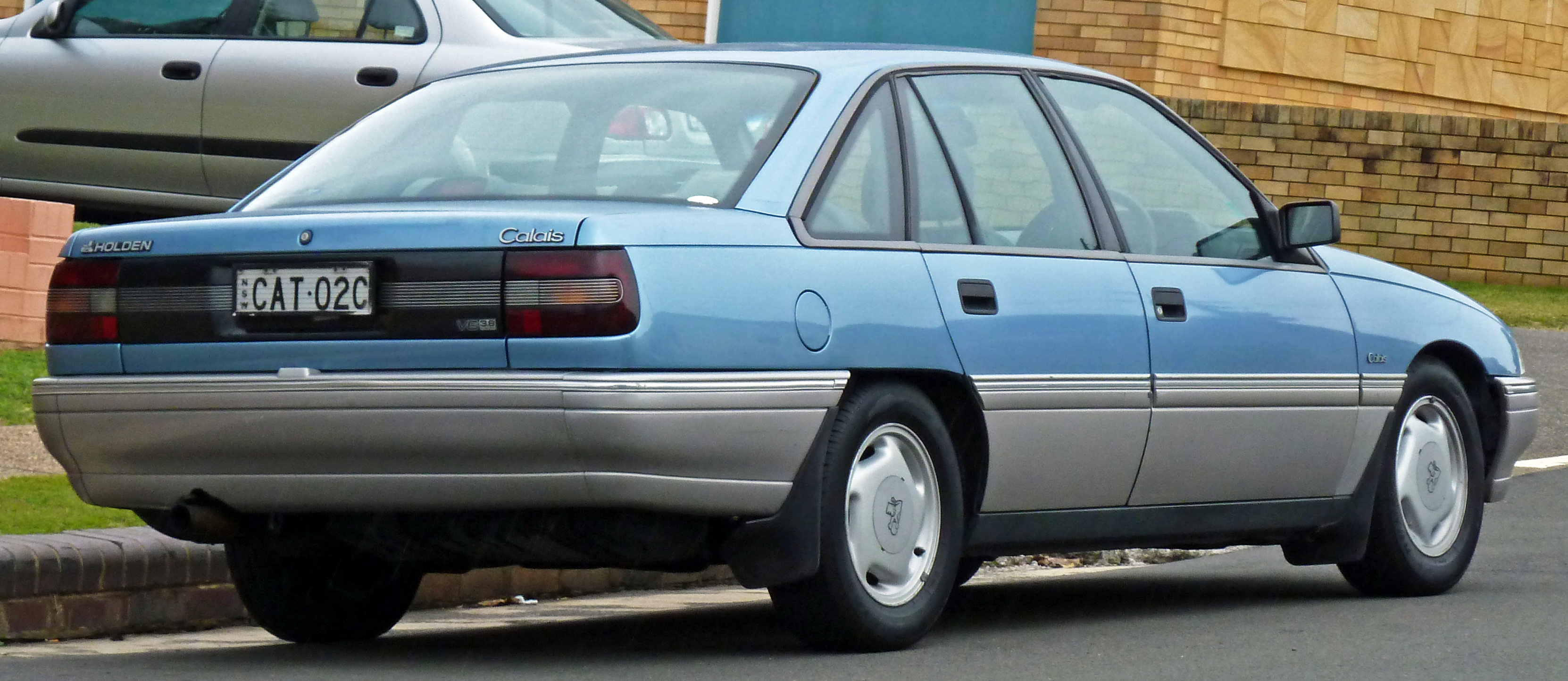
Sedán Holden Calais

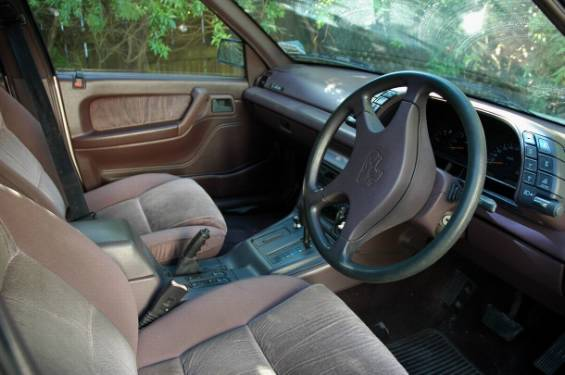
Interior de Calais

El Calais era la versión de lujo de la gama VN Commodore y tenía un precio de A $ 31,265 cuando era nuevo. Entre sus características (además de las de la Berlina o en sustitución de las de la Berlina) se incluyen:
- Control de crucero
- Power Pack que incorporó:
  - Elevalunas eléctricos delanteros y traseros
  - Antena de poder
  - Espejos eléctricos
- Llantas de aleación de 15 pulgadas
- Viaje/odómetro asistido por computadora
- Control climático (introducido en 1990)
- Cierre centralizado remoto
- Alarma

Opcionales incluidos:
- Motor V8 de 5.0 litros y 165 kW (221 hp), que incorpora LSD
- Transmisión manual de 5 velocidades
- Suspensión Country Pack
- Kit de carrocería Holden Formula
- Tapicería de cuero
- Diferencial de deslizamiento limitado (LSD)
- Suspensión deportiva

|                                                 |
| Holden Calais, con el kit de carrocería Formula |

|                                                 |
| Holden Calais, con el kit de carrocería Formula |

## Edición limitada y otros niveles de especificación

### Commodore Vacationer

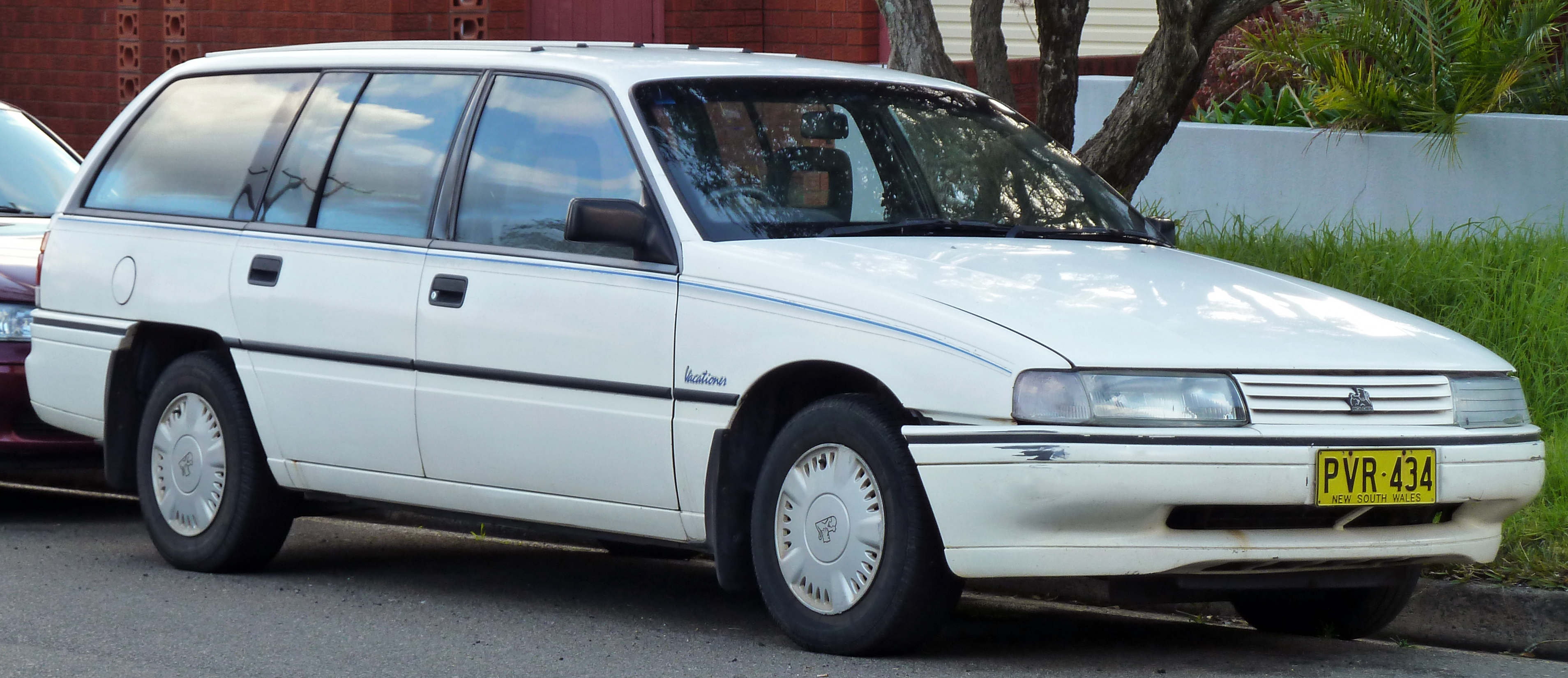
Commodore Vacationer

El Commodore Vacationer de 1990 fue una edición limitada cuyas características complementaron las del modelo ejecutivo donante e incluyeron:
- Insignia especial de "vacacionista"
- Parachoques delantero y trasero y panel de balancines del color de la carrocería (gris en Executive)
- Aire acondicionado
- Espejos eléctricos
- Tacómetro
- Cubiertas de ruedas únicas de 14 pulgadas
- Solamente dos colores de pintura: blanco alpino o azul celeste
- Tapizado del asiento Commodore S (con detalle rojo) menos soporte lumbar del lado del conductor
- Transmisión automática de 4 velocidades opcional.

### Commodore LE
Esta edición limitada de 100 sedanes con motor V6 de 3.8 litros se puso a disposición exclusivamente del grupo de concesionarios Holden de Nueva Gales del Sur, a la venta en el Salón del Automóvil de Sídney en octubre de 1989 a un precio de 43.200 dólares. Su producción finalizó en enero de 1990. La producción totalizó 100 unidades.
Con el nombre en código "8VK19 V6M", se basó en un Commodore S y tenía calcomanías inspiradas en la Ópera de Sídney en los protectores delanteros, así como complementos HSV que incluían un kit de carrocería SV3800 y un volante Momo. Estaba disponible solo pintado en Alpine White .
Formaba parte de los modelos de Opera House de larga duración exclusivos de Sídney.
Una versión no relacionada, conocida solo como LE, fue lanzada en abril de 1991 con un número limitado de autos disponibles en todo el país.
|                           |
| Sedán Holden Commodore LE |

|                           |
| Sedán Holden Commodore LE |

### Commodore LS
Esta edición limitada fue lanzada en julio de 1991 y totalizó 300 sedanes para Australia (vendidos por $ 28,990) más 130 sedanes y 20 vagones para exportar a Nueva Zelanda, propulsados por el motor V6 básico de 3.8 litros.
Fue el último VN Commodore lanzado y más barato, coincidiendo con el entonces inminente lanzamiento del Ford Falcon (EB). Según se informa, al menos un sedán australiano estaba equipado con un motor V8 de 5.0 litros y, aunque no se lanzaron vagones LS en Australia, se puso a disposición un paquete de mejoras como opcional en cualquier vagón Commodore.
Su interior cuenta con un volante Calais, asientos reforzados HSV con inserciones de terciopelo a rayas Statesman a juego en los asientos y molduras de las puertas con patrón diagonal como parte del "Power Pack" opcional (instalado de serie en el Calais). Externamente, el automóvil estaba disponible pintado en Atlas Grey o Imperial Blue sobre el esquema de pintura de dos tonos Asteroid Silver , kit de carrocería SV3800, guarnición del maletero del color de la carrocería, lentes de luz trasera ahumados, calcomanías LS en la parte trasera de los pasos de rueda delanteros, logotipo HSV moldeado en el lado del conductor spoiler trasero y calcomanías Commodore LS en el spoiler trasero del lado del pasajero. Las ruedas consistían en llantas de aleación HSV Sports Equipment con 7 pares de radios plateados formando un patrón de estrella con placa HSV central empotrada y tuercas de rueda.

### Commodore Challenger
Esta edición limitada de 50 sedán estuvo disponible entre junio de 1990 y junio de 1991 exclusivamente para el grupo de distribuidores Holden en Canberra.
Con el nombre en clave "8VK19 A9W", se basó en un Commodore Executive pero se actualizó al paquete S. Además de las cubiertas de las ruedas del color de la carrocería, las barras de parachoques y el adorno del capó, el automóvil también presentaba la parrilla HSV 8 Plus, rayas rojas y plateadas del SV3800 y el paquete de calcomanías Challenger en el lado del conductor de la tapa del maletero y los bordes posteriores de las puertas traseras debajo de las molduras de la carrocería. Solo estaba disponible en Alpine White y el interior presentaba un volante Calais negro, reposacabezas traseros y la insignia Challenger en el tablero de instrumentos.

### Commodore GTS

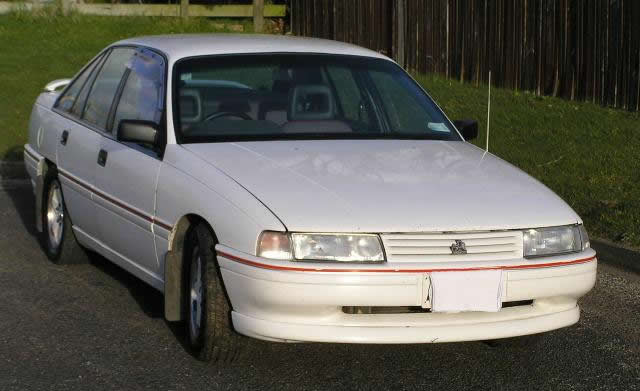
Holden Commodore GTS

El GTS de principios de 1990 era una tirada limitada de 510 unidades para el mercado de Nueva Zelanda. Impulsado por el motor V6 básico de 3.8 litros, se basó en el modelo Executive, pero presentó mejoras que incluyen un kit de carrocería, llantas de aleación de 5 radios y suspensión deportiva FE2 (con resortes mejorados y barra estabilizadora para la parte delantera y amortiguadores llenos de gas en la parte trasera), discos de freno delanteros más grandes y cilindro de freno maestro. La geometría de la suspensión delantera también se modificó para reducir la altura de conducción en 35 mm para mejorar el manejo en carretera. En el interior, el coche tenía elevalunas eléctricos, cierre centralizado, antena eléctrica y sistema de sonido de casete de radio de cuatro altavoces. La venta minorista sugerida fue de $ 35,995 GTS y $ 37,295 GTS para las versiones manual y automática, respectivamente. Estaba disponible pintado en Vivid White o GTS Blue metálico (en Australia, blanco alpino o azul imperial).

### Commodore DMG 90
Esta edición limitada de 50 unidades se puso exclusivamente a disposición del grupo de distribuidores Holden de Queensland, para la venta en el Salón del Automóvil de Brisbane en abril de 1990. DMG significa "Dealer Marketing Group" que encargó el modelo, pero fueron construidos por HSV y luego vendido a través de concesionarios Holden (no HSV). Son un modelo de HSV independiente, reconocido como tal, y usan ID de HSV. Sin embargo, son básicamente un contenedor de piezas especial.
DMG 90 era similar a un V6 Clubsport pero se basaba en el paquete Commodore S y presentaba: pintura Alpine White ; Kit de carrocería SV 3800; Aleaciones VL Calais de 15 pulgadas; Frenos Commodore SS; Suspensión FE2 con barra Panhard reforzada y vía delantera más ancha; bota reforzada; elevalunas y espejos eléctricos delanteros y traseros; aire acondicionado; dirección asistida con volante Momo; Motor V6 de 3.8 litros con extractores y sistema de escape de gran calibre.

### Commodore BT1 (paquete de policía)

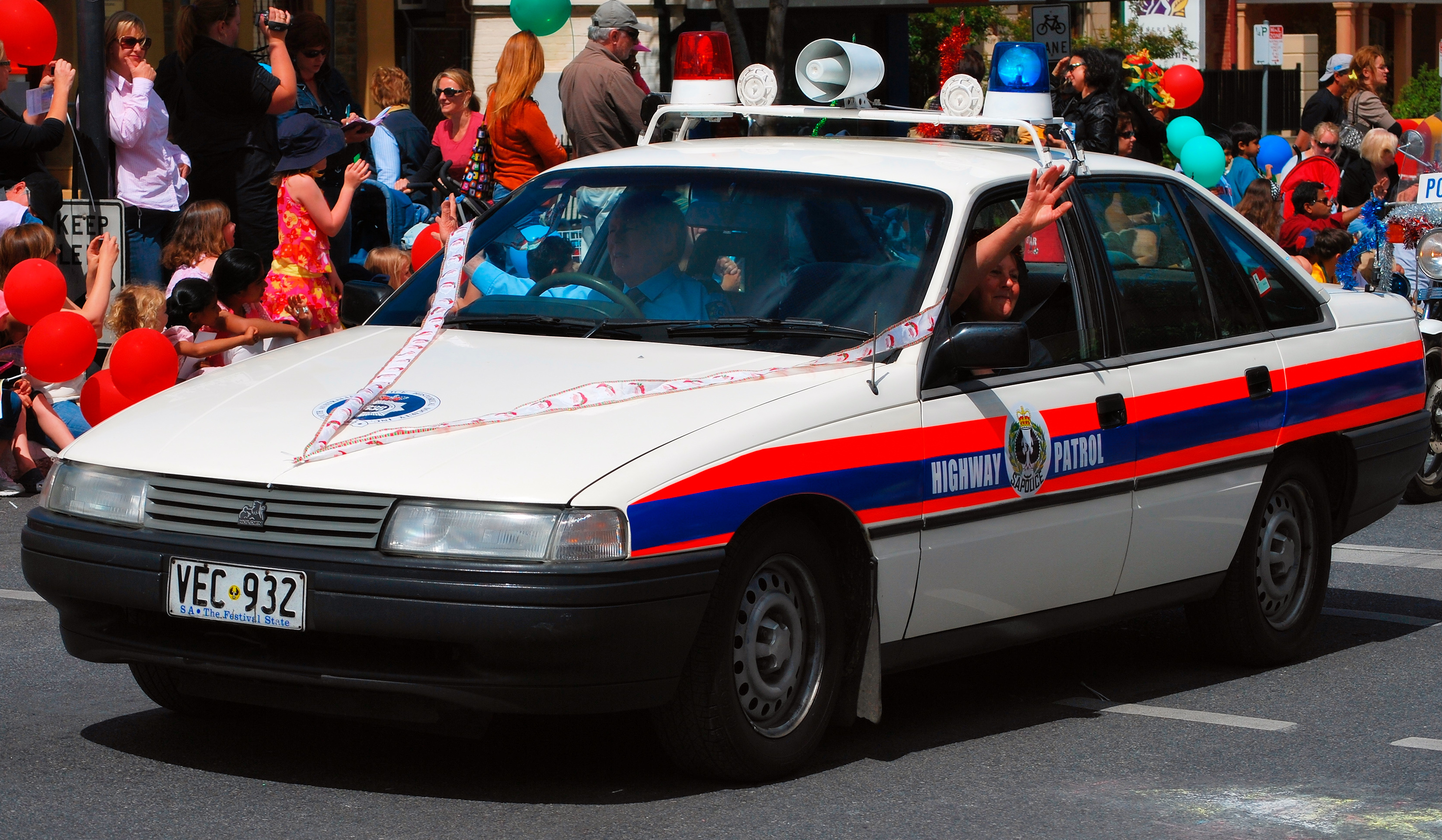
Holden Commodore BT1, paquete de policía

El Commodore BT1 era un paquete especial para el VN Commodore que estaba disponible para las fuerzas policiales de Australia y Nueva Zelanda. Se basaban en el Executive y estaban equipados con el 3.8 V6 o el V8 de 5.0 litros.
Las características de este modelo sustituyeron y se sumaron a las del modelo ejecutivo de donantes. Aunque la manada variaba según la fuerza policial, comúnmente estaban equipados con:
- Motores V6 de 3.8 litros o V8 de 5.0 litros y 165 kW (221 hp)
- Etapa de puesta a punto del motor 5
- Extractores
- Tanque de combustible V8 de mayor capacidad
- Ruedas de acero 15x6 con tapas centrales
- Transmisión automática de 4 velocidades
- Tren de rodaje deportivo FE2
- Protector de cárter de aceite
- Grupo de instrumentos único con velocímetro de 200 km / h
- Iluminación interior única
- Paquete de escape SS
- Enfriador de transmisión
- El selector de marchas automático permite la selección de "2" sin utilizar el botón de bloqueo de cambios
- tuercas de rueda más grandes de 22 mm (la llanta de hierro más grande se suministra con el vehículo).

## Rango HSV

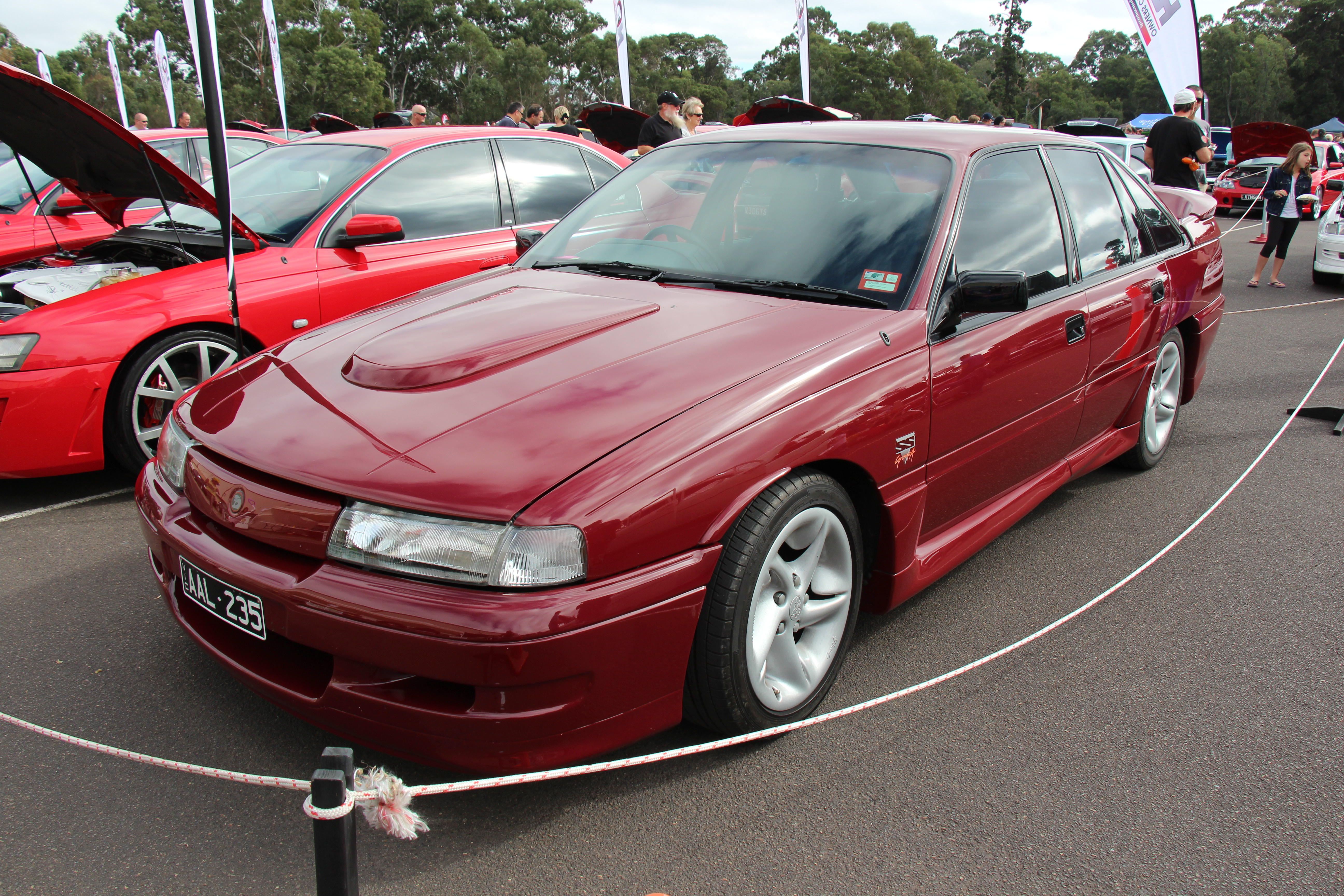
Holden Commodore SS Grupo A SV

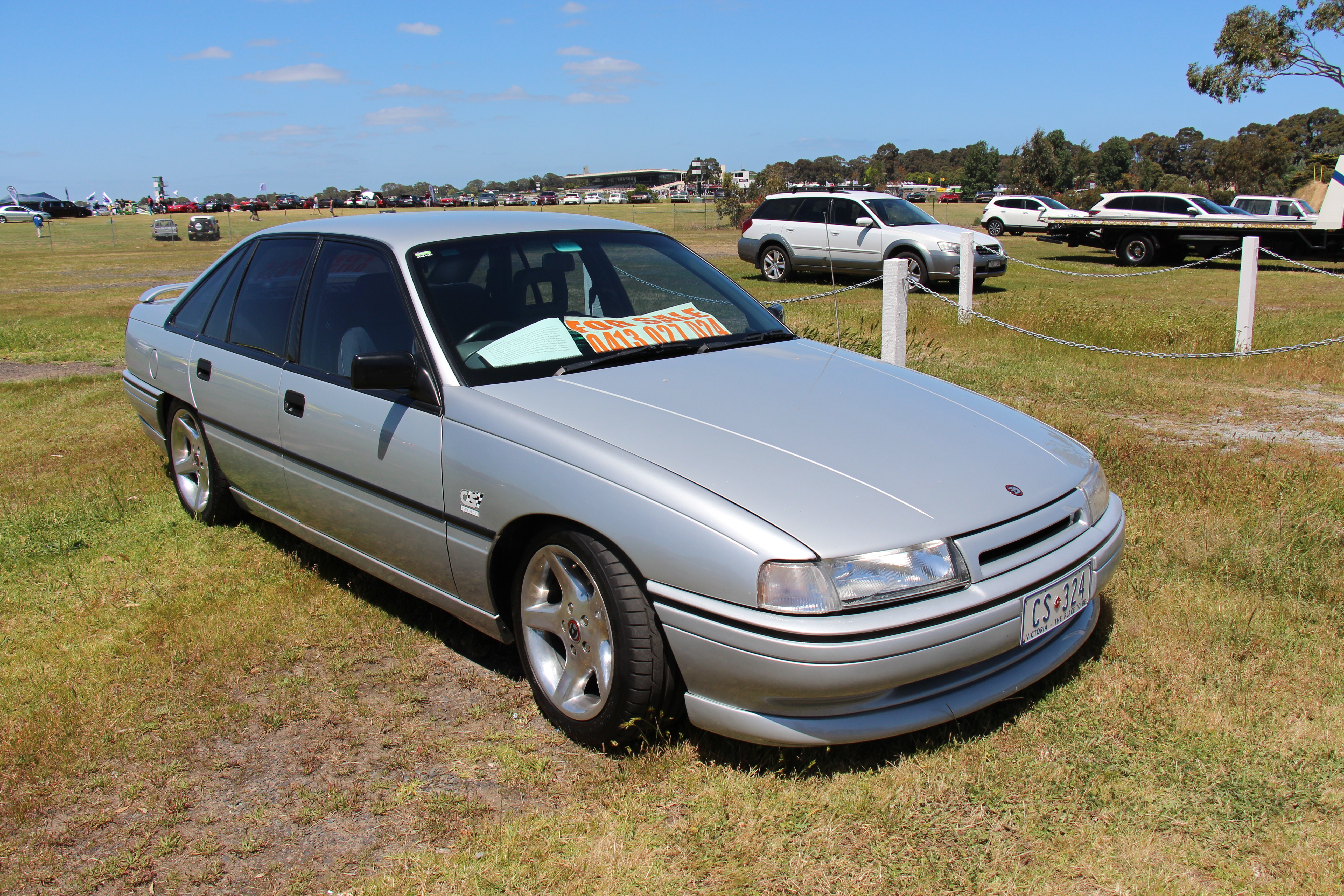
HSV Clubsport

La gama VN de rendimiento mejorado vendida por Holden Special Vehicles (HSV) comprendía los siguientes modelos (incluidos VQ y VG):
- SV3800 - 1988 en adelante
- SV89 - 200 construido marzo de 1989 - julio de 1989
- SV90 Statesman - 135 construido julio de 1990 - septiembre de 1991
- SV91 - 1 construido en abril de 1991
- SV100 - desconocido
- SV6 - 64 construido abril de 1989 - mayo de 1991
- SV LE - 110 sedán de agosto de 1989 a septiembre de 1989; 80 vagones agosto de 1989 - enero de 1990
- SV5000 - 359 construido septiembre de 1989 - agosto de 1991
- LE - 100 construido de octubre de 1989 a enero de 1990
- Plus 8 - 80 construido de marzo de 1990 a abril de 1990
- DMG 90 - 50 construido en abril de 1990
- T30 - 30 construido en junio de 1990; 10 construido de mayo de 1991 a julio de 1991
- Challenger - 50 construido en junio de 1990
- Club Sport - 410 construido en junio de 1990 - agosto de 1991
- Holden Commodore SS Group A SV - 302 Construido de noviembre de 1990 a marzo de 1991
- + Seis - 1991100 construidos marzo de 1991 - agosto de 1991
- Statesman 5000i - 8 construido en mayo de 1991
- LS - 450 construido julio de 1991 - septiembre de 1991
- LS Utility - (VG y VP) 54 construido de septiembre de 1991 a junio de 1993
- Maloo - 132 construido de octubre de 1990 a abril de 1993

### Commodore SS Grupo A SV
El SS Grupo A SV fue una homologación especial de carrera basada en el VN Commodore SS, que se construyó en Elizabeth, Australia Meridional (Holden) pero se modificó ampliamente en Clayton, Victoria por Holden Special Vehicles (HSV). Estaba propulsado por un motor HEC 5000i V8 de 215 kW (288 hp) 4.9 L, que estaba acoplado a una ZF manual de seis velocidades.
El SS Grupo A SV existía principalmente como un especial de homologación, creado específicamente para que una versión optimizada para carreras del Commodore pudiera utilizarse para las carreras de turismos del Grupo A. De hecho, la normativa establecida por el organismo rector internacional FISA en ese momento requería un mínimo de 500 versiones de carretera. HSV produjo solo 302 unidades en total. Esta serie de producción acortada no afectó la homologación del SS Grupo A SV gracias a la Confederación del Deporte Australiano del Motor (CAMS) que le dio a Holden una dispensa especial, con la esperanza de reforzar las parrillas cada vez más reducidas en el Campeonato Australiano de Turismo (ATCC) de 1991 .

### Clubsport
El VN Series HSV Clubsport fue lanzado en junio de 1990 y se basó en el VN Commodore. Se ofreció como un sedán de cuatro puertas con un motor Holden V8 de 5.0 litros y 180 kW (245 PS; 241 hp).

### Ediciones especiales [ editar ]
Además de los modelos convencionales anteriores, HSV también construyó las siguientes ediciones especiales y prototipos, respectivamente:
SV LE
Modelo V8 de edición limitada de agosto de 1989. Se fabricaron 110 sedán hasta septiembre de 1989 y 80 vagones hasta enero de 1990.
Prototipo convertible
Construido en 1989 como un estudio de viabilidad, y con el eventual diseño frontal de la serie VP, este automóvil nunca llegó a producirse y ahora se exhibe en el Museo Nacional del Motor Holden en Echuca, Victoria.

## Deportes de motor

### Grupo A

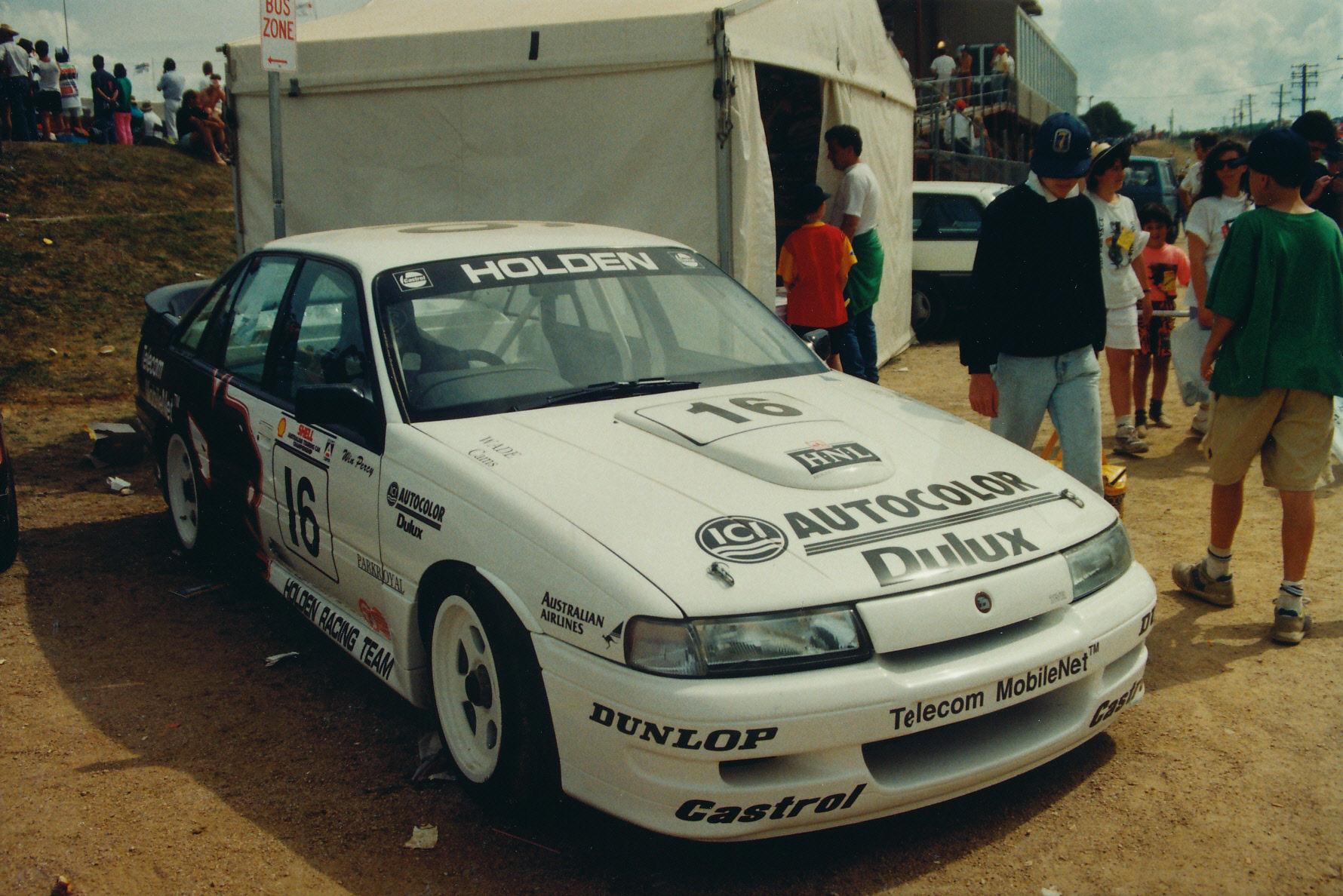
Holden VN Commodore SS Grupo A SV

Las regulaciones del Grupo A gobernaron muchas series de turismos entre las décadas de 1980 y 1990, incluidas Australia, Nueva Zelanda, Gran Bretaña, Japón, Italia, Alemania y el Campeonato Europeo de Turismos, así como el único Campeonato Mundial de Turismos de 1987, así como importantes carreras como Bathurst 1000, Spa 24 Hours y RAC Tourist Trophy.
La llegada del Commodore SS Group A SV coincidió con el regreso del expiloto de carreras de Holden, Peter Brock, por primera vez desde su amarga separación en 1987. Brock se asoció con el ex tres veces co-ganador de Bathurst y piloto de HDT, Larry Perkins y su equipo por primera vez desde 1985 en operar dos autos bajo el patrocinio de Brock's Mobil. El equipo formó un ataque de dos frentes por parte de Holden, que también incluía al Holden Racing Team dirigido por el piloto británico Win Percy.
Las potencias del motor de este auto de carreras produjeron aproximadamente 388 kW (528 PS; 520 hp), lo que le permitió alcanzar los 300 km / h (186 mph) con el cambio adecuado. También estaba equipado con una transmisión Holinger de seis velocidades especialmente homologada, y su peso de carrera homologado era de 1.250 kg (2.760 lb), por debajo de los 1.325 kg (2.921 lb) del VL SV.
El SS Grupo A SV, al igual que el resto del campo que incluía a Ford Sierra RS500 y los equipos BMW M3 Evolution, fue superado en el ATCC de 1991 por el Nissan Skyline R32 GT-R de Gibson Motor Sport construido por el campeón reinante Jim Richards y su compañero de equipo, Mark Skaife. Las principales quejas de los conductores de Holden incluyeron que el VN SS Grupo A SV carecía de carga aerodinámica en comparación con la serie VL SV. Según se informa, esto fue una consecuencia de que Holden exigiera que el automóvil fuera más agradable a la vista de su predecesor, que recibió varios apodos, incluido el "cerdo de plástico". Mientras que el coche tenía una mejor resistencia aerodinámica y fue significativamente más rápido en línea recta que el VL (en Bathurst ese año, Brock registró 278 km/h (173 mph) en la escorrentía Top 10 de Tooheys, y con la ayuda de un remolque desde la Sierra de Dick Johnson se registró a 282 km/h (175 mph) en la carrera en comparación con alrededor de 270 km/h (168 mph) para el VL el año anterior), fue más lento en las curvas debido a la falta de carga aerodinámica. Esto significaba que, si bien los tiempos de vuelta en la mayoría de las pistas ATCC más cortas se mantuvieron casi iguales que con el VL, los VN fueron en realidad más lentos en Bathurst en alrededor de dos segundos, aunque para ser justos, la serie VL tuvo un desarrollo de 3 años en comparación con menos de 1 año. para la VN.
Brock le dio a la VN su única victoria en las carreras del Grupo A cuando ganó la primera ronda de la primera ronda del Campeonato Australiano de Turismos de 1992 en Amaroo Park en Sídney, aunque tanto él como HRT volvieron a ser poco competitivos durante la temporada hasta el punto que el corredor líder de Holden se convirtió en Larry Perkins con un modelo VL ingresado de forma privada. En septiembre de 1992, el VN fue reemplazado como el auto de turismo de primera línea de Holden para Sandown y Bathurst por su sucesor de la serie VP. El equipo de Brock fue el único equipo superior que corrió el Grupo A de VN en las carreras de resistencia como el segundo automóvil del equipo conducido por Andrew Miedecke y Troy Dunston. El VN continuó siendo utilizado por varios corsarios en 1993 y 1994 y compitió por última vez en el Campeonato Australiano de Turismos de 1994 con el veterano Holden al frente del corsario con sede en Sídney, Terry Finnigan.

### AUSCAR
El modelo VN se introdujo a Bob Jane 's AUSCAR categoría en la temporada 1990/91. AUSCAR se basó en las carreras de autos stock de NASCAR de Estados Unidos , con las principales diferencias en que los autos se basaban en los autos de carretera Holden Commodore y Ford Falcon y no eran chasis de bastidor espacial puro como NASCAR. Los AUSCAR también tenían motores V8 más pequeños (5.0 L en comparación con 6.0 L) que desarrollaron menos potencia, y como los autos tienen volante a la derecha, corrieron en el sentido de las agujas del reloj en las pistas ovaladas (el Calder Park Thunderdome de Jane propiedad de Jane y el Speedway Super Bowl de ½ milla en el Adelaide International Raceway) mientras que el volante a la izquierda de NASCAR corría en sentido antihorario. La teoría es que el conductor se colocó en el lado del automóvil que estaba más alejado de la pared exterior. También a diferencia de NASCAR, AUSCAR usó una llanta de control con una banda de rodadura que se parecía más a una llanta de carretera que a una llanta pura de carreras .
El VN tuvo un éxito instantáneo en las carreras de AUSCAR y pronto se convirtió en una opción popular como reemplazo de los modelos VK y VL más antiguos . El piloto de turismos de Albury Brad Jones ganó tres campeonatos australianos consecutivos conduciendo su CooperTools Racing VN Commodore en 1990/91, 1991/92 y 1992/93.

### NASCAR
También se desarrolló un modelo Commodore de VN para las carreras de NASCAR en Australia. Bob Jane, que quería la participación local de Holden ( Ford ya estaba representado con el modelo American Thunderbird), impulsó el desarrollo de un VN con volante a la izquierda. El muy respetado mecánico jefe de Roadways Racing, Les Small, desarrolló el coche que Allan Grice condujo a una serie de victorias en 1990 tanto en el Calder Thunderdome como en Adelaide. El VN usó un motor Chevrolet de 358 pulgadas cúbicas (6.0 L) como el usado en los Chevrolet Monte Carlo, Chevrolet Lumina y Pontiac Grand Prix NASCAR.
Bob Jane esperaba llevar el VN NASCAR para Grice a los Estados Unidos para competir en la serie de la Copa Winston de NASCAR, pero una disputa entre él como organismo sancionador en Australia y NASCAR en los EE. UU. Hizo que el VN permaneciera en Australia. Sin embargo, el sueño de Bob Jane de llevar un Commodore a correr en NASCAR en los Estados Unidos se materializaría en 2013 con el liderazgo de NASCAR, ya que General Motors tomó la decisión de usar un VF Commodore para la serie en los Estados Unidos, como lo es el VF. vendido en los Estados Unidos como un sedán de rendimiento de nicho de mercado conocido por los estadounidenses como Chevrolet SS.